# Light Will Consume Us All
Light Will Consume Us All (englisch Licht wird uns alle verschlingen) ist das zweite Studioalbum der Post-Metal- und Death-Doom-Band Chrch.

## Entstehung
Nach der Positiven Resonanz auf das Debütalbum Unanswered Hymns und der Erfahrung aus den Tourneen gestaltete sich der Schreibprozess für das zweite Album der Gruppe aus Sacramento fokussierter und mit einem konrketeren Ziel. Dennoch blieb das Songwriting ein ungezwungener organischer Prozess über mehrere Monate hinweg. Nach etwa einem Jahr des Schreibens nutzte Chrch, wie schon zum Debüt die Unterstützung von Patrick Hill sowie die Räumlichkeiten und Technik der Earthtone Studios zur Aufnahme des Albums im Oktober 2017. Dabei wurde ein Teil der Musik im Studio weiter ausgearbeitet. Konzeptionell soll sich das Album als „Brücke zwischen dem tieferen und dem höheren Bewusstsein, zwischen unseren niedrigsten natürlichen Instinkten und unseren höchsten Potenzialen“ anbieten. Hierbei, so die für den Inhalt verantwortliche Rose sollten auch „Scheitern und negative Erfahrungen“  als Teil des Menschen und seiner Erfahrungen gefeiert werden.
Zur Veröffentlichung des Albums konnte Chrch einen Vertrag mit dem von der Band Neurosis ausgehenden Label Neurot Recordings abschließen. Der Vertragsabschluss mit dem Unternehmen wurde von den Bandmitgliedern besondere Ehre empfunden. Die  Unterzeichnung bei Neurot Recordings sei nicht allein eine Erfüllung persönlicher Träume und die Möglichkeit die Musik einem größeren Publikum nahezubringen, sondern auch ein Hinweis auf ein gesteigertes Interesse an der lokalen Szene von Sacramento.

## Albuminformationen
Light Will Consume Us All wurde am 11. März 2018 über Neurot Recordings als Musikdownload, CD und LP veröffentlicht. Das Album weist bei drei Titeln eine Gesamtspielzeit von 44:57 Minuten auf.

### Gestaltung
Für die Gestaltung des Covers und des Begleitheftes wurde der Tätowierer Nate Burns vom Tätowierstudio Revolting Worship engagiert. Burns war bereits für die Gestaltung vorheriger Veröffentlichungen verantwortlich. Die Bandmitglieder lobten Burns als „super talentiert“ und fähig die Musik „in passende Bilder zu übersetzen.“ Das genutzte Bild ist in dem als Blackwork bekannten monochromen Tätowier-Stil in Schwarz auf blauem Grund gehalten. Das Motiv zeigt Frau mit wehender Kleidung in Rückenansicht die von einer Wiese über eine Wasseroberfläche auf eine in schwarze gehaltene Sonne zeigt.

### Titelliste
1. Infinite Return: 20:40
2. Portals: 14:49
3. Aether: 9:28

### Stil
Die Musik auf Chrch entspricht dem für die Band üblichen Hybrid aus Death Doom und Post-Metal mit Elementen des Blackgaze, Psychedelic- und Post-Rock. Dabei wird für das Spektrum des Doomcore typisches Riffing in einem langsamen Tempo variiert und moduliert. Wozu Eva Rose „verzweifelt“ singend guttural Schreit oder entrückt und zerbrechlich spricht oder singt. In der Ausrichtung auf den Aufbau der Atmosphäre nutzt die Band ein dem Post-Metal entlehntes dynamisches Spiel zwischen ruhigen Phasen und lauten Ausbrüchen.
Alle drei Stücke variieren zwischen Phasen des Doomcore und solchen des Post-Rock. Das erste Stück Infinite, wird von Andreas Schiffmann für Musikreviews.de als „im Grunde klar zweigeteilt“ beschrieben. Es verkörpere eine Regeneration, in welcher „es nach der schweren, ätzenden ersten Hälfte eine Befreiung in Aussicht stellt“. Dazu nutzte die Band Akustik- und Post-Rock-Elemente im Gitarren-Spiel, „die einen standesgemäßen Soundwall hochziehen.“ Das nachkommende Portals führe die Teilung zwischen harschen und ruhigen Passagen mit einer als hypnotisch wahrgenommenen Atmosphäre fort.

„Während die hypnotisch schleppenden Sounds der Doom-Metal-Band aus Sacramento, Kalifornien ihre volle Wirkung entfalten, übernehmen im hinteren Drittel des epischen Soundgebildes zunehmend mehrstimmige Gitarren, die sich immer mächtiger anschwellend in die Höhe schrauben und hypnotisch in ihren Bann ziehen.“

Das letzte Stück Aether weist indes ein langes Zwischenspiel mit deutlichen Anleihen des Post-Rock auf.

### Rezeption
Das Album wurde international rezipiert und rezensiert. Zumeist erhielt die Veröffentlichung positive Resonanz. Das Webzine Brooklyn Vegan lobte das Album als eines der vielleicht durch die Leser verpassten besten des Jahres. Andrew Sacher führte das Album in der für Invisible Oranges verfassten Liste der besten Metal-Alben des Jahres 2018. Das Musikmagazin Kerrang verwies ebenso auf das Album in der Liste der besten amerikanischen Metal-Bands des Jahrzehnts.
Am Album kritisiert wurde von Lykle Thijssen für Ave Noctem, dass Light Will Consume Us All noch nicht fokussiert genug sei um das Potential der Band auszuschöpfen. Im Vergleich zu Neurosis wurde in einer für das Handwritten Mag verfassten Rezension bemängelt, dass es notwendig sei sich regelrecht auf das Album einlassen zu wollen, sonst ließe Light Will Consume Us All seine Hörer „ziemlich kalt.“ Anders hingegen urteilte Patrick Schmidt für das Rock Hard. Chrch sei eine „[c]oole Band, die bestens ins Neurot-Portfolio“ passe. Weitere Rezensionen schlossen sich vermehrt dem Lob an und nannten Light Will Consume Us All eine spirituelle Übung mit katharsischer Wirkung, ein starkes Doom-Metal-Album mit „Tiefe und Dimension“ sowie „ein Album für die großen, unangenehmen Gefühle und ihre konstruktive Verarbeitung.“

„Wer den Reiz einer Frauenstimme, die sowohl lieblich als auch harsch zu klingen vermag, erkannt hat, kommt an CHRCH ebenso wenig vorbei wie an Oathbreaker: Gerade in Kombination mit der eher doomigen Schlagrichtung der Band kommt so eine großartige Atmosphäre auf, die einen die Zeit vergessen lässt.“